# Jablanica (Bujanovac)
Jablanica (Servisch cyrillisch Јабланица) is een plaats in de Servische gemeente Bujanovac. De plaats telt 109 inwoners (2002).